# Orbona Corona
L'Orbona Corona è una struttura geologica della superficie di Venere.